# Глущенко Юрій Вікторович
Ю́рій Ві́кторович Глу́щенко — солдат Збройних сил України, учасник російсько-української війни.

## Життєпис
В 1990-х роках служив у Національній гвардії, кулеметник. Проживає в Києві, працює на металообробних верстатах. З дружиною виховали сина.
Мобілізований, у складі 30-ї бригади брав участь у боях за Солнцево, Степанівку, Міусінськ, Маломиколаївку, Іловайськ.
В січні 2015-го при підході до Пісків поранений, лікувався в дніпропетровському госпіталі, ліва нога повністю не відновилася, інвалідність по зору.

## Нагороди
За особисту мужність, сумлінне та бездоганне служіння Українському народові, зразкове виконання військового обов'язку відзначений — нагороджений
- 10 жовтня 2015 року — орденом «За мужність» III ступеня.